# The General Died at Dawn
The General Died at Dawn és una pel·lícula de la Paramount dirigida per Lewis Milestone i protagonitzada per Gary Cooper i Madeleine Carroll. Basada en una història de Charles G. Booth adaptada al cinema per Clifford Odets, el personatge principal de la pel·lícula es basa en l'aventurer britànic Morris Abraham Cohen. La pel·lícula es va estrenar el 2 de setembre de 1936 i aquell any va ser nominada a l’Oscar en les categories de millor actor secundari, millor fotografia i millor banda sonora.

## Argument
El senyor de la guerra xinès, el general Yang, que controla una de les províncies de la Xina, té previst conquerir-les totes i així controlar els mercats de seda, arròs i opi. En aquest moment, però, només té prou armes per armar els seus homes més propers i molts dels seus soldats l'estan abandonant. El senyor Wu, un opositor al general, aprofita aquesta oportunitat per enviar el mercenari nord-americà O'Hara a Xangai per comprar armes al pistoler Brighton, que les vol vendre al primer postor. Els diners serviran per armar els camperols xinesos que estan sent oprimits per Yang.
El nord-americà Peter Perrie i la seva filla Judy s'impliquen en la baralla quan Perrie promet lliurar O'Hara a Yang i després comprar ell mateix les armes de Brighton. A Perrie només li queden sis mesos de vida i planeja robar els diners d’O'Hara per aconseguir tornar als Estats Units amb la seva filla que no hi ha estat mai. A contracor, Judy accepta el pla del seu pare per distreure O'Hara mentre Yang creua el tren per atrapar-lo i aconseguir els diners per comprar les armes. Judy i O'Hara se senten atrets mútuament però el pla de Perrie funciona i lliura O'Hara a Yang. Per complicar la situació, un home anomenat Leach intenta aconseguir una part del botí. Per això Peter amaga els diners al folre de la seva maleta i ignora el desig de la seva filla de no quedar-se’n una part. O'Hara aconsegueix escapar de Yang i tot i que és ferit es dirigeix a la Mansion House, un hotel de Xangai, on Wu l'està esperant.
Wu sospita dels Perrie quan descobreix Judy amb "Sam", el mico d'O'Hara. Per la seva banda, Perrie ha utilitzat part dels diners per comprar dos bitllets per marxar en vaixell cap als Estats Units la mitjanit següent. Judy, sentint remordiments per la seva traïció a O'Hara, li explica al pare que s’ha enamorat i li demana de que no es quedi els diners. Perrie, però, està decidit a continuar amb el seu pla. Al vespre O'Hara arriba a la Mansion House on es curat per Wu. O'Hara s'enfronta a Judy que es nega a delatar el seu pare i li demana poder disposar de dos mil dòlars del cinturó per poder marxar. Quan O'Hara descobreix on és l'amagatall dels diners, Peter li dispara a la mà però O'Hara té temps de matar a Perrie a trets i Judy confessa la seva identitat. Yang i els seus guàrdies arriben llavors. Empresonen Wu, O'Hara i Judy al vaixell de Yang i reclamen els diners. Tots insisteixen que no saben on són, però després que Yang els mostri el cadàver d'un dels agents de Wu, Judy s'ofereix a revelar la seva ubicació a canvi de la llibertat d'O'Hara i Wu. Yang està d'acord, però li diu que s’haurà d’acomiadar d’O'Hara amb un petó per sempre més. En els seus últims moments junts, Judy explica la seva actuació al tren i es reconcilien. Un borratxo anomenat Brighton es desperta i mentre busca una mica de whisky a la maleta de Peter Perrie, troba els diners. Quan els guàrdies reclament els diners, Brighton insisteix que és moneda americana i mentre intenta escapar a les fosques apunyala Yang. Mentre el general agonitza, O'Hara, tement per la vida de Judy i Wu, li diu a Yang que el món creurà que els seus guàrdies eren deslleials i que el van matar. Yang, però, dona ordres als guàrdies de matar a Judy i Wu, mentre que O'Hara li suplica que els deixi viure perquè puguin explicar la història de la seva grandesa. Després que O'Hara finalment convenci Yang de perdonar-los, Yang ordena als seus homes que es matin entre ells per honor i després mor. Arriba l'alba i Judy i 'O'Hara s'abracen.

## Repartiment
- Gary Cooper (O'Hara)
- Madeleine Carroll (Judy Perrie)
- Akim Tamiroff (General Yang)
- Dudley Digges (Mr. Wu)
- Porter Hall (Peter Perrie/Peter Martin)
- William Frawley (Brighton)
- J.M. Kerrigan (Leach)
- Philip Ahn (Oxford)
- Lee Tung Foo (Mr. Chen)
- Leonid Kinskey (Stewart)
- Val Durand (Wong)
- Willie Fung (barman)
- Hans Fuerberg (conseller militar de Yang)
- John O'Hara (periodista)